# Christmas Songs (альбом Дайаны Кролл)
| Оценки критиков                      | Оценки критиков |
| Источник                             | Оценка          |
| ------------------------------------ | --------------- |
| AllMusic                             | [ 1 ]           |
| Tom Hull                             | B               |
| Jazzwise                             | [ 3 ]           |
| The Penguin Guide to Jazz Recordings | [ 4 ]           |

Christmas Songs — восьмой студийный альбом канадской певицы Дайаны Кролл, вышедший 26 октября 2005 года на лейбле Verve Records и исполненный с джазовым оркестром The Clayton–Hamilton Jazz Orchestra. Это первый полноформатный альбом Кролл с рождественскими песнями (не считая мини-альбома 1998 года Have Yourself a Merry Little Christmas) и первый студийный альбом с биг-бэндом. На виниле альбом был впервые выпущен 14 октября 2016 года.

## Об альбоме
Альбом получил положительные и умеренные отзывы музыкальных критиков.
Тад Хендриксон из JazzTimes отметил: «В рождественском альбоме Кролл помогает хорошо подготовленный джазовый оркестр The Clayton–Hamilton Jazz Orchestra, а также обычные музыканты из её собственных групп. Певица не слишком усердствует, предпочитая оставаться «в кармане» (в своём гнезде или месте), а соло в альбоме короткие, но всё звучит свингово, весело и джазово». Джон Банджи из The Times отметил: «Если ваше представление об идеальном Рождестве — это Джимми Стюарт по телевизору и Бинг по радио, и вы верите, что в музыкальном плане всё пошло вниз с 1955 года, то альбом Кролл подойдёт идеально».
Дэйв Гелли и Нейл Спенсер из The Observer написали: «Если вы опасались худшего, услышав последний, довольно унылый диск Дайаны Кролл, то можете взбодриться, потому что этот доказывает, что она не забыла, как свинговать в конце концов. Идея банальна или нет, но это потрясающий джазово-вокальный альбом, который поднимет вам настроение сейчас и на несколько ближайших Рождеств».
Диск возглавил джазовый чарт в США (№ 1 в Billboard Jazz), достиг № 2 в Канаде и № 17 в Billboard 200.

## Список композиций
| №                   | Название                                 | Автор(ы)                        | Длительность |
| ------------------- | ---------------------------------------- | ------------------------------- | ------------ |
| 1.                  | «Jingle Bells»                           | James Pierpont                  | 3:26         |
| 2.                  | «Let It Snow»                            | Jule Styne Sammy Cahn           | 4:02         |
| 3.                  | «The Christmas Song»                     | Mel Tormé Robert Wells          | 4:24         |
| 4.                  | «Winter Wonderland»                      | Felix Bernard Richard B. Smith  | 3:15         |
| 5.                  | «I'll Be Home for Christmas»             | Kim Gannon Walter Kent Buck Ram | 3:08         |
| 6.                  | «Christmas Time Is Here»                 | Vince Guaraldi Lee Mendelson    | 3:35         |
| 7.                  | «Santa Claus Is Coming to Town»          | J. Fred Coots Haven Gillespie   | 2:54         |
| 8.                  | «Have Yourself a Merry Little Christmas» | Ralph Blane Hugh Martin         | 4:19         |
| 9.                  | «White Christmas»                        | Irving Berlin                   | 4:32         |
| 10.                 | «What Are You Doing New Year's Eve»      | Frank Loesser                   | 4:10         |
| 11.                 | «Sleigh Ride»                            | Leroy Anderson Mitchell Parish  | 3:26         |
| 12.                 | «Count Your Blessings Instead of Sheep»  | Berlin                          | 3:41         |
| Общая длительность: | Общая длительность:                      | Общая длительность:             | 44:52        |

## Позиции в чартах
| Чарт (2005—2006)                        | Высшая позиция |
| --------------------------------------- | -------------- |
| Австралия Jazz & Blues Albums (ARIA)    | 4              |
| Австрия (Ö3 Austria)                    | 27             |
| Бельгия/Фландрия (Ultratop)             | 75             |
| Бельгия/Валлония (Ultratop)             | 90             |
| Канада (Canadian Albums Chart)          | 2              |
| Нидерланды (Album Top 100)              | 26             |
| Франция (SNEP)                          | 52             |
| Германия (Offizielle Top 100)           | 34             |
| Венгрия (MAHASZ)                        | 13             |
| Италия (Classifica album)               | 35             |
| Япония (Oricon)                         | 78             |
| Норвегия (VG-lista)                     | 16             |
| Польша (ZPAV)                           | 9              |
| Португалия (AFP)                        | 4              |
| Испания (PROMUSICAE)                    | 44             |
| Швеция (Sverigetopplistan)              | 15             |
| Швейцария (Schweizer Hitparade)         | 28             |
| Великобритания (UK Albums Chart)        | 155            |
| 5                                       |                |
| США (Billboard 200)                     | 17             |
| США (Billboard Top Holiday Albums)      | 1              |
| США (Billboard Top Jazz Albums)         | 1              |
| США Traditional Jazz Albums (Billboard) | 1              |

## Сертификации
| Регион | Сертификация  | Продажи  |
| --- | ------------- | -------- |
| Австрия (IFPI Austria)                                                                                                   | Золотой       | 15 000*  |
| Канада (Music Canada) | 2× Платиновый | 200 000^ |
| Венгрия (Mahasz) | Золотой       | 5000^    |
| Польша (ZPAV) | Платиновый    | 40 000*  |
| Португалия (AFP) | Золотой       | 10 000^  |
| США (RIAA) | Золотой       | 500 000^ |
| * Данные о продажах приведены только на основе сертификации. ^ Данные о тиражах приведены только на основе сертификации. |               |          |